# 保亭鳝藤
保亭鳝藤（学名：Anodendron howii）为夹竹桃科鳝藤属的植物。分布在中国大陆的广西、海南等地，一般生于山谷溪旁，目前尚未由人工引种栽培。